# سگ‌های شکاری عشق (ترانه)
«سگ‌های شکاری عشق» (به انگلیسی: Hounds of Love) تک‌آهنگی از کیت بوش خواننده/ترانه‌سرای اهل بریتانیا است که در ۲۴ فوریه ۱۹۸۶ منتشر شد.